# Putrih
Putrih je star, majhen (do 25 litrov) sod.
Sprva je bil putrih sod za mleko, vodo, vino ter druge tekočine in pijačo. Praviloma je bil izdelan iz lesa. Uporabljal se je predvsem za nošnjo pijače na njive (na primer ob košnji). 